# Christian Ehrenfried von Weigel
Christian Ehrenfried von Weigel (n. 24 mai 1748, Stralsund - d. 8 august 1831, Greifswald) a fost un om de știință german, pentru mulți ani de cetățenie suedeză, rector și profesor universitar pentru botanică, chimie, farmacie, medicină și mineralogie la Universitatea Ernst-Moritz-Arndt din Greifswald precum traducător de lucrări științifice. Abrevierea numelui său în cărți științifice este Weigel. 

## Familie

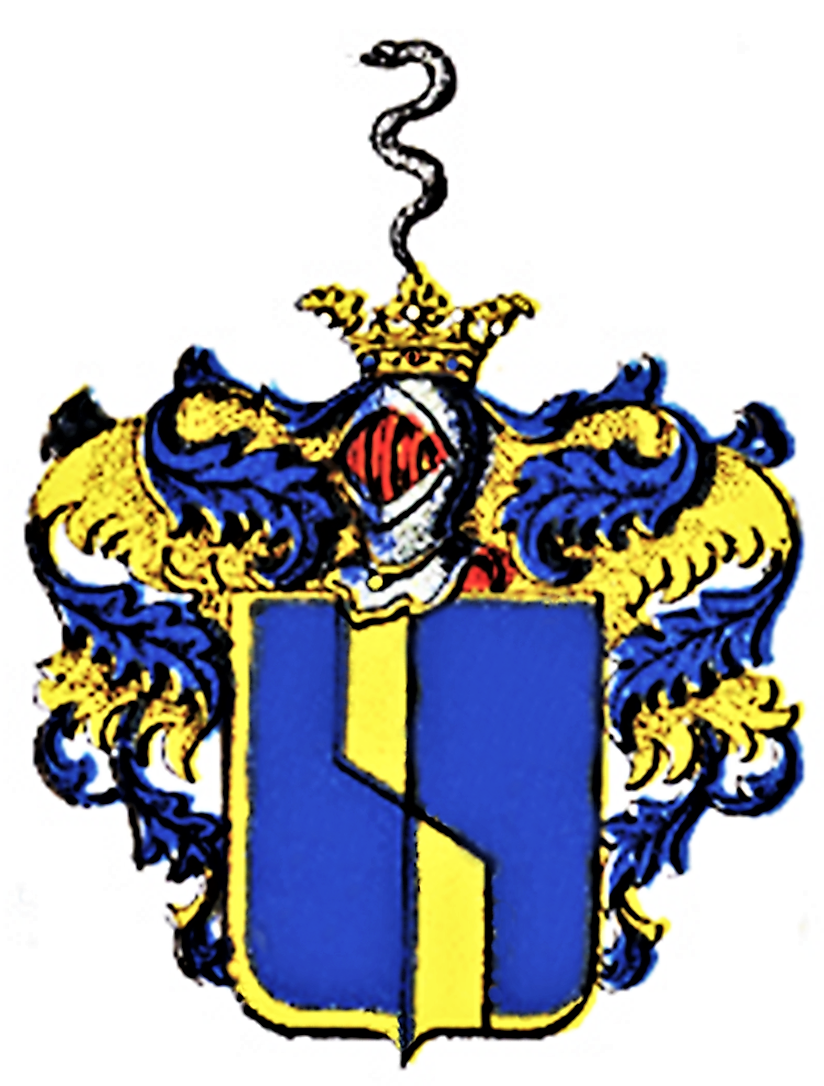
Stema Weigel 1806

Familia este originară din Hildesheim, unde, în secolul al XVI-lea, străbunul lui Christian, Johannes Bartholdus, a fost avocat și căsătorit cu Eva Gyllemans. Strănepotul acestui Johannes, Johan Theophilus, bunicul lui Christian,  a devenit pastor în Voigdehagen un oraș în sud de Stralsund. S-a căsătorit (1720) cu Sophia Benedicta Alberti (n. 1699), fiica unui pastor. 
Tatăl lui Christian, Bernhard Nicolaus Weigel (1721–1801),  a fost un medic responsabil pentru sănătatea publică (Stadtphysikus) în Greifswald, mama sa, Maria Ilsabe, fiica secretarului comunal al municipiului Carl Christian Charisius (înnobilat „von Carisien”).
Christian Ehrenfried s-a căsătorit în 1775 cu Dorothea Elisabeth von Bohnstedt (n. 3 octombrie 1752, Stralsund – d. 1803). Soții au avut un singur fiu, tot cu prenumele Christian Ehrenfried (n. 5 august 1776, Greifswald – d. 24 aprilie 1848, Stockholm) care s-a decis pentru naționalitatea suedeză. El a fost medic, chirurg, medic al Curții Suedeze și medic personal al regelui (Archiatros, [limba greacă|greacă]]: ἀρχιατρός)  numit baron (Freiherr) de către regele Carol al XIV-lea Ioan al Suediei la [Stockholm pe 28 ianuarie 1837. A murit necăsătorit și fără copii, astfel neamul celor „von Weigel” s-a stins.

## Biografie
Christian nu a vizitat niciodată o școală publică, ci orele de curs au fost predate de părinții săi și de învățători privați. La 8 iunie 1764 a început studiile la Universitatea din Greifswald. În plus, s-a ocupat privat cu studii științifice și medicinale și a însoțit pe tatăl său la vizitările pacienților, operații, autopsii în spitale precum la vizitele de control ale farmaciilor. În 1769 a schimbat universitatea. La cea din Göttingen a primit doctoratul în medicină  în 1771 sub tutela conducătorului său de doctorat, renumitului om de știință Johann Christian Polycarp Erxleben (1744-1777). 
În anul 1772, Weigel s-a înapoiat la Greifswald, unde a devenit conferențiar universitar pentru botanică și mineralogie, iar în cel următor a fost numit adjunct al Facultății de Medicină și supraveghetor ai Grădinii Botanice și colecției academice de naturalii. La 11 mai 1775, Weigel a devenit profesor titular de medicină, chimie și farmacie la Universitatea din Greifswald. În 1776 a mai primit și doctoratul în filosofie precum titlul de maestru al Artelor Libere de la Facultatea de Arte. Datorită nivelului său înalt de expertiză, experiență și de cunoștințe profunde ale materii, savantul a fost ales între anii 1778 și 1804 de mai multe ori decan al Facultății de Medicină. Din 1787 până în 1802 a fost de asemenea rectorul universității. În această perioadă a fost ales membru al Academiei Leopoldine, unde a purtat porecla Zosimus al IV-lea (1790) și al Academiei Regale Suedeze de Științe (2 mai 1792). Mai departe a fost Director al Colegiului de Sănătate din Pomerania (1794) și din ziua de 13 noiembrie 1795 Archiatros suedez, ca și ani mai târziu fiul lui.
Weigel a fost înnobilat de către împăratul Francisc I al Austriei la Viena, pe 18 iulie 1806.
Savantul a fost autor de lucrări științifice și traducător. Astfel, a tradus  în limba germană multe cărți din domeniul chimiei din suedeză și franceză. 

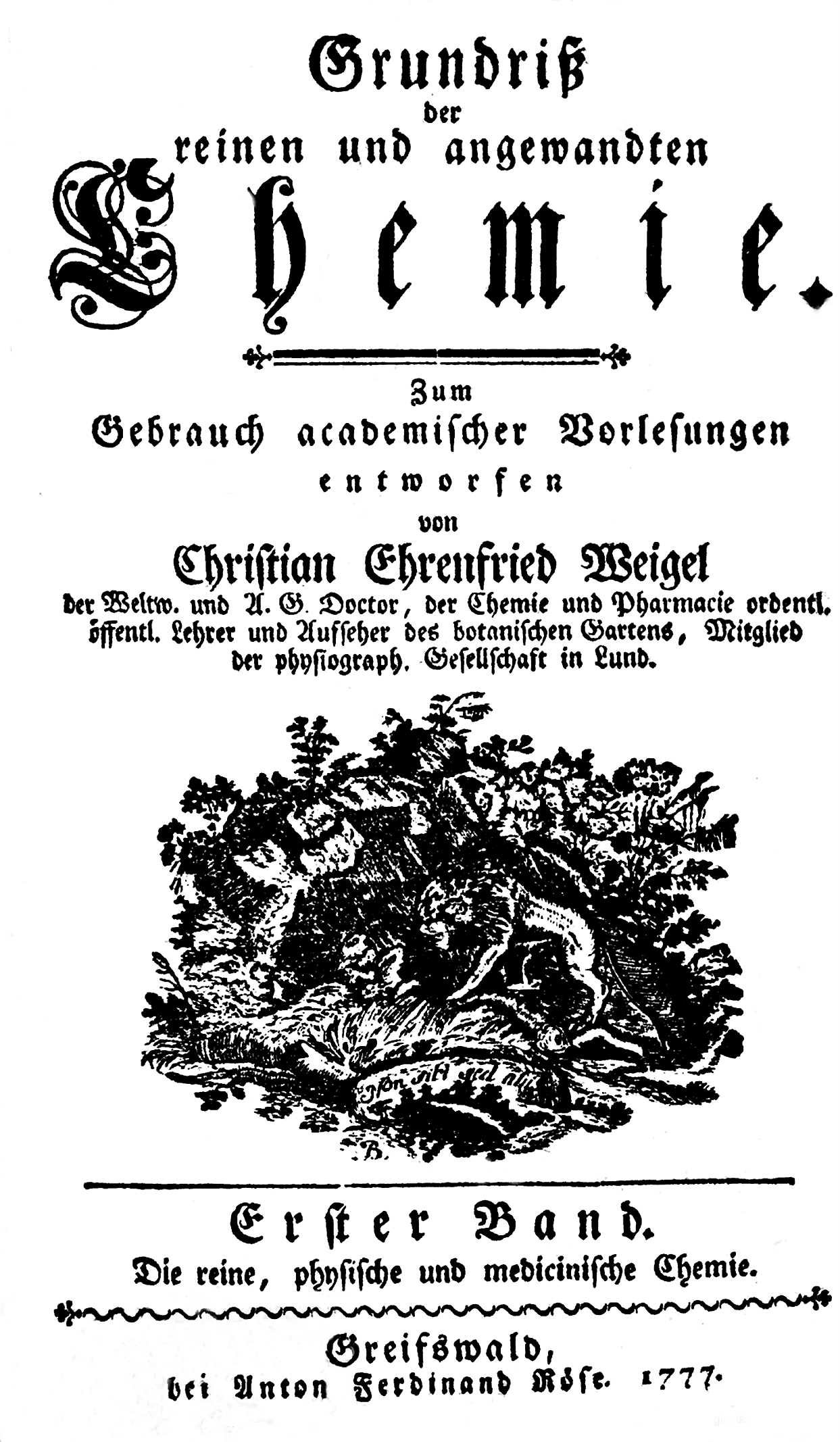
Weigel: „Schiță bazală a chimiei”

## Onoruri
- Genul Weigela sin. Weigelia Thunb. (1780),[8] precum cele peste 10,[9] după alții 38 specii ale genului, sunt denumite in onoarea lui.

### Societăți
Weigel a fost membru multor societăți, între altele:
- 1790: Membru al Academiei Leopoldine
- 1792: Membru al Academiei Regale Suedeze de Științe
- 1798: Membru al Colegiului Medical din Stockholm
- 1811 : Membru de onoare al Colegiului de Medicină din Stockholm
- 1813 : Membru al Societății Suedeze de Medici

### Premii
- 1806: Înnobilare de către împăratul habsburgic
- 1814: Cavaler al Ordinului Regal Suedez al Stelei Nordului
- 1821: Ordinul Vulturul Roșu de clasa a 3-a

## Publicații (mică selecție)

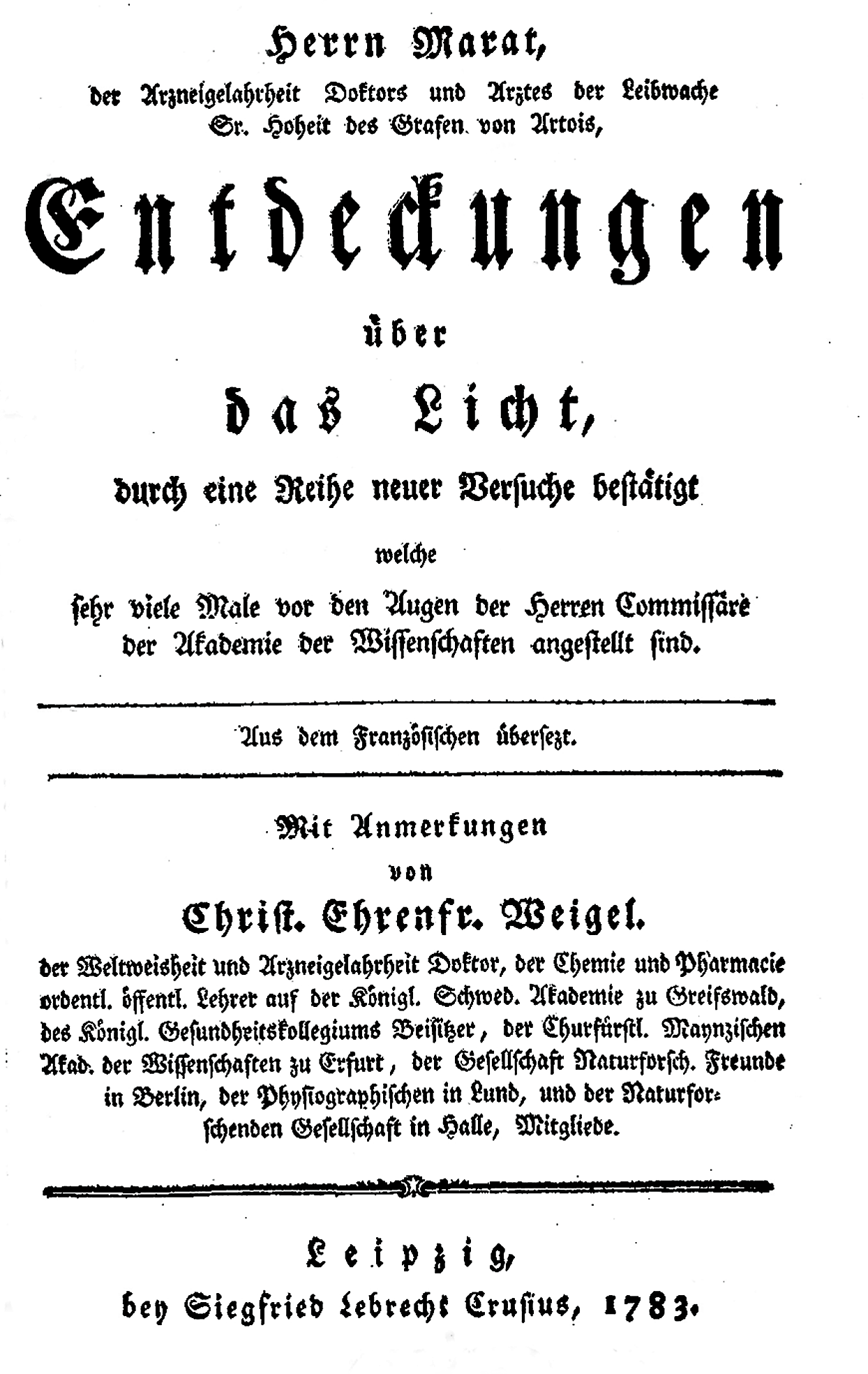
Weigel - „Descoperiri despre lumina” lui Marat, traducere

Christian von Weigel a scris peste 76 de cărți științifice, Aici o mică selecție:
- Flora Pomerano-Rugica, Editura Gottlob. August Lange, Berlin Stralsund și Leipzig 1769
- Observationes chemicae et mineralogicae', Editura Dietrich, Göttingen 1771
- Observationes botanicae, Editura Anton Ferdinand Röse, Greifswald (Gryphia) 1772
- Der Physischen Chemie 2. Teil, dritte und vierte Abtheilung, Leipzig 1776
- Versuch einer Krystallographie, Greifswald 1777
- Grundriß der reinen und angewandten Chemie, vol. 1, Greifswald 1777
- Anfangsgründe der Theorethischen und Praktischen Chemie, vol. 2, Leipzig 1780
- Herrn Gustav von Engström's Beschreibung eine mineralogischen Taschenlaboratorium und insbesondere des Nutzens des Blaserohrs in der Mineralogie, Greifswald 1782
- Physische Untersuchungen über das Feuer, Leipzig 1782
- Gegengifte des Arseniks, giftigen Sublimats, Spangrüns und Bleies, vol. 2, Greifswald 1782
- Entdeckungen über das Licht, Leipzig 1783
- Physische Untersuchungen über die Elektricität, Leipzig 1784